# Sonderbund (Malerei)
Der Sonderbund, offiziell Sonderbund Westdeutscher Kunstfreunde und Künstler, wurde im Jahr 1909 in Düsseldorf als eine Vereinigung von Künstlern, Sammlern und Museumsfachleuten unter dem Vorsitz von Karl Ernst Osthaus, Gründer des Folkwang Museums in Hagen, ins Leben gerufen. Das Ziel war die Förderung künstlerischer Aktivitäten und die Zusammenarbeit von Künstlern und Publikum.

## Gründung und Ausstellungen des Sonderbunds

### Vorgeschichte und Gründung

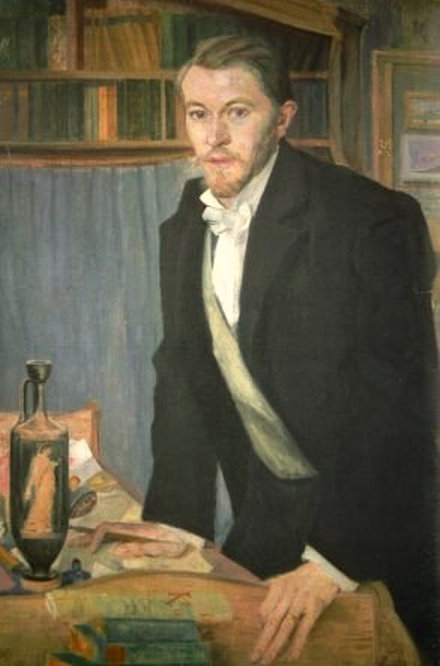
Der erste Vorsitzende Karl Ernst Osthaus. Gemälde von Ida Gerhardi, 1903

Im Jahr 1905 hatte sich der Kunstverband Düsseldorf gegründet, dem Max Clarenbach, August Deusser und Wilhelm Schmurr angehörten, und der der direkte Vorläufer des Ausstellungsclubs Weiße Nessel war, dessen Name sich auf die weiße Wandbespannung der Ausstellungsräume aus gebleichtem Baumwollstoff bezog. Aus diesem ging der Sonderbund hervor.
Im Jahr 1909 schlossen sich die Düsseldorfer Maler Julius Bretz, Max Clarenbach, August Deusser, Walter Ophey, Wilhelm Schnurr, Otto Sohn-Rethel und sein Bruder Alfred Sohn-Rethel zusammen und gründeten die Gruppe Sonderbund, dessen Name vermutlich auf den Kunsthistoriker Wilhelm Niemeyer zurückgeht. Sie bezog sich auf die vom 10. bis 31. Mai 1908 veranstaltete erste Sonder-Ausstellung in der Düsseldorfer Kunsthalle. Die Gruppe, die bislang aus sieben Künstlern bestand, erweiterte sich um Otto von Wätjen, Ernst te Peerdt, Rudolf Bosselt und den Typografen Fritz Helmuth Ehmcke. Später kam der aus Hagen stammende Christian Rohlfs hinzu, der den jüngeren Mitgliedern als künstlerisches Vorbild diente. In den folgenden Jahren entwickelte sie sich zu einer der bedeutendsten Ausstellungsbewegungen der Moderne in Deutschland. Ihr erster Vorsitzender war Karl Ernst Osthaus, Gründer des Folkwang Museums, sein Stellvertreter der Kölner Zigarrenfabrikant Josef Feinhals. Zum Vorstand zählten unter anderen Alfred Hagelstange, Direktor des Wallraf-Richartz-Museums, Walter Cohen, Direktorialassistent am Provinzialmuseum Bonn und Fritz Wichert, Direktor der Städtischen Kunsthalle Mannheim. Kunsthändler im Arbeitsausschuss der Ausstellung waren Alfred Flechtheim (Vorstand), Paul Cassirer und Félix Fénéon. Max Liebermann zählte zu den Ehrenmitgliedern. Kunsthändler wie Wilhelm Abels aus Köln, Josse Bernheim-Jeune aus Paris und Fritz Bismeyer von Bismeyer & Kraus aus Düsseldorf, zählten zu den Mitgliedern.
Von Mai bis Juni 1909 fand die zweite Sonder-Ausstellung Düsseldorfer Künstler in der Düsseldorfer Kunsthalle statt. Gezeigt wurden 85 Bilder von Düsseldorfer Künstlern zusammen mit 15 Werken des französischen Impressionismus, die zwischen die Werkgruppen der Maler des Sonderbundes gehängt wurden, womit sich die Zielsetzung des Sonderbundes nach Forderung einer künstlerischen Auseinandersetzung mit der französischen und der Düsseldorfer Kunst bereits ankündigte. Nach dieser in der Öffentlichkeit umstrittenen Ausstellung erfolgte die offizielle Gründung des Sonderbund Westdeutscher Kunstfreunde und Künstler, so der volle Name, in Düsseldorf.

### Ausstellungen 1910 und 1911
Nach Gründung des Sonderbundes, dessen Ziel es unter anderem war, „die Probleme der gegenwärtigen Kunst durch Ausstellungen von Werken konsequent […] in Düsseldorf verständlich zu machen“ und „die neuen zeiternsten Bestrebungen der Düsseldorfer Kunst nach außen bekannt zu machen“, fanden drei weitere Ausstellungen statt.
Vom 16. Juli bis 9. Oktober 1910 fand im Städtischen Kunstpalast die zweite Ausstellung des Sonderbundes Westdeutscher Kunstfreunde und Künstler statt. Sie trug den Untertitel Deutsche und französische Neukunst, die damit auf die Gegenüberstellung von Expressionismus und Fauvismus hinwies. Gezeigt wurden 242 Gemälde und Plastiken sowie 278 kunstgewerbliche Arbeiten. Vertretene Künstler der Ausstellung waren unter anderem Alexej von Jawlensky, Wassily Kandinsky, Ernst Ludwig Kirchner, Emil Nolde, Max Pechstein, Karl Schmidt-Rottluff, Karli Sohn-Rethel, sowie André Derain, Maurice de Vlaminck, Édouard Vuillard, Georges Braque und Pablo Picasso, die zum ersten Mal in Düsseldorf mit ihren Werken zu sehen waren.
1911, von Mai bis Juli, fand die dritte Sonderbund-Ausstellung in der Städtischen Kunsthalle statt, die den Untertitel Rheinische und französische Kunst trug. Gezeigt wurden 147 Exponate, darunter 101 französische Werke.

### Die Ausstellung 1912

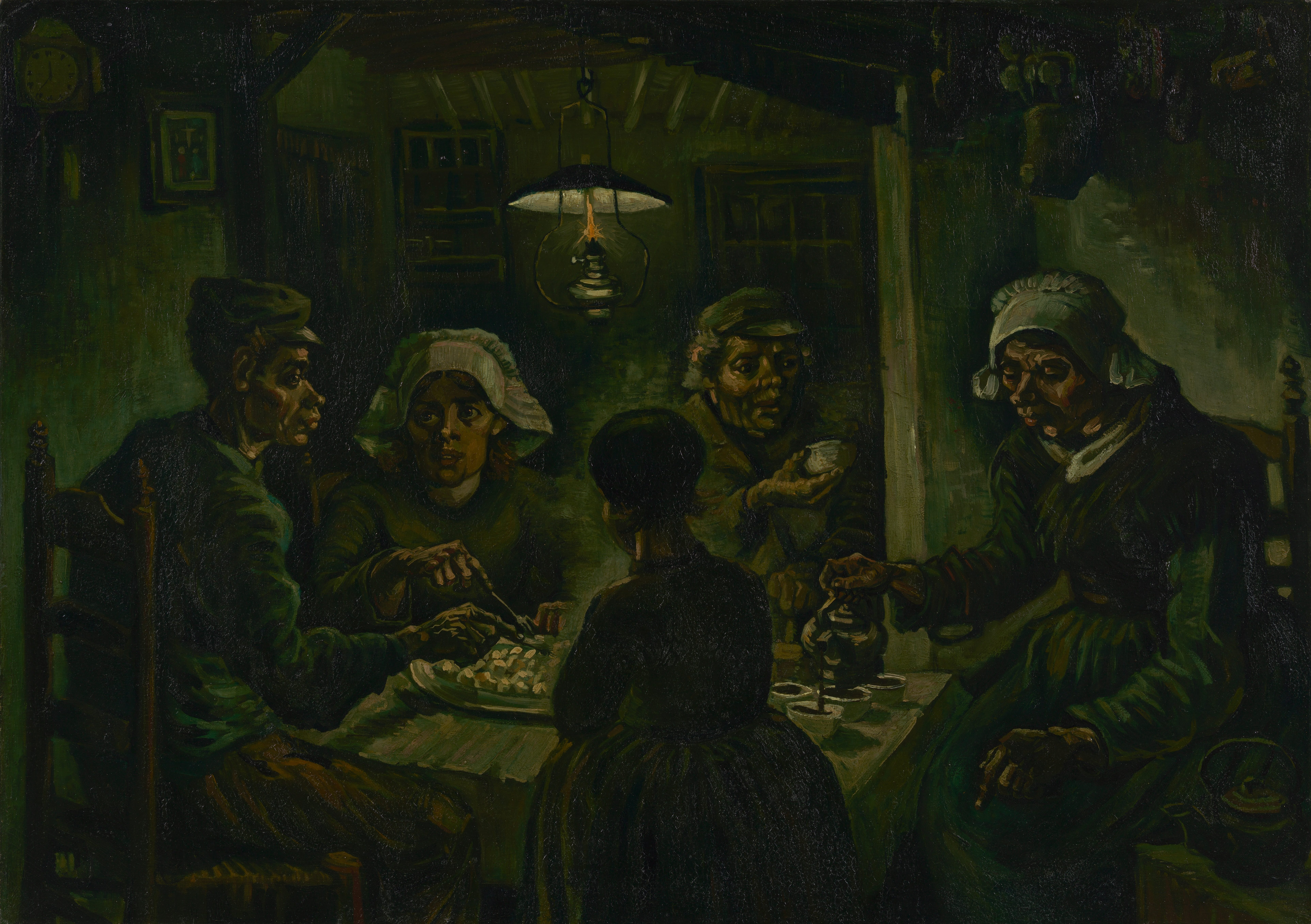
Vincent van Gogh: Die Kartoffelesser, 1885, die Nr. 1 im Katalog der Ausstellung

Von den Gemeinschaftsausstellungen des Sonderbunds war die Internationale Kunstausstellung des Sonderbundes westdeutscher Kunstfreunde und Künstler 1912, am bedeutendsten. Sie war die vierte und fand – nach den drei Ausstellungen in Düsseldorf in den Vorjahren – im Jahr 1912 in Köln, Am Aachener Tor, vom 25. Mai bis zum 30. September statt. Laut Katalog sollte dort die „vielumstrittene Malerei unserer Tage“, die Moderne, systematisch vertreten sein. Mitorganisator war Alfred Flechtheim.
Im Mittelpunkt der insgesamt 634 Werke, die auf 29 Säle verteilt waren, standen nach Vincent van Gogh mit 107 Werken, dem die Säle 1 bis 5 zugeteilt waren, die Franzosen, die in kleinen Einzelpräsentationen in den Sälen 6 bis 9 gezeigt wurden: Paul Cézanne mit 24 Bildern und zwei Aquarellen in Saal 6, Paul Gauguin, der in einem eigenen Saal – Saal 7 – ausgestellt war. Die umfangreiche, gleichwohl getrennte Präsentation ermöglichte die Darstellung der Künstler in ihrer einmaligen, spezifischen Bildsprache.
Pablo Picasso, der in Saal 8 gezeigt wurde, war mit 16 Werken vertreten neben Henri Matisse, Georges Braque, André Derain, Auguste Herbin, Maurice de Vlaminck und Odilon Redon mit zwei Stillleben, Kees van Dongen sowie den Fauves in Saal 10 und 11. In Saal 10, dem Saal der Niederländer, hing Piet Mondrians Hyazinthe-Zeichnung in direkter Nachbarschaft zu Peter Alma, und Otto van Rees, Henri Edmond Cross und Paul Signac teilten sich Saal 9. Die Schweizer Künstler Ferdinand Hodler, Cuno Amiet, Hermann Huber und Giovanni Giacometti waren in Saal 12, österreichische Vertreter wie Oskar Kokoschka, Egon Schiele und Albert Paris Gütersloh in Saal 15, Edvard Munch in Saal 20 zu sehen.
Zudem war die Neue Künstlervereinigung München (N.K.V.M.) mit Werken von Adolf Erbslöh, Alexej Jawlensky, Alexander Kanoldt und Wladimir Bechtejew in den Sälen 17 und 18 sowie Pierre Girieud und Karl Hofer in den Sälen 10 und 23 vertreten, Werner Heuser in Saal 23, ferner die deutsche Brücke und eine Auswahl der Künstler des Blauen Reiters – unter anderem Wassily Kandinsky und Franz Marc – in den Sälen 21 bis 24. August Deusser erhielt mit Saal 25 den größten Platz. El Greco, der sowohl Picasso als auch die Expressionisten inspiriert hatte, war mit einem Gemälde im Picasso-Raum vertreten.
Der Bildhauer Bernhard Hoetger erhielt das Privileg eines eigenen Raumes, in dem sein Figurenzyklus der Licht- und Schattenseiten des Lebens gezeigt wurde (15 Arbeiten).
Die ein Jahr später dem Rheinischen Expressionismus verbundenen Künstler waren vertreten durch Carlo Mense, Heinrich Nauen, Hans Thuar, Olga Oppenheimer und Walter Ophey. Dieser wurde in Saal 21 gemeinsam mit je einem Gemälde von August Macke, Franz Matthias Jansen, William Straube und Max Clarenbach und je zwei Werken von Rudolf Levy sowie zwei Plastiken von Wilhelm Lehmbruck ausgestellt. Fünf Werke von Heinrich Nauen, zwei Gemälde von August Macke und je ein Gemälde von Helmuth Macke, Max Pechstein und Georg Tappert wurden in Saal 22 gezeigt. Im Saal 16 wurden Arbeiten von Walther Bötticher, Erich Heckel, Hans Keller, Ernst Ludwig Kirchner, César Klein, Carlo Mense, Wilhelm Morgner, Otto Mueller, Max Pechstein, Karl Schmidt-Rottluff und Georg Tappert präsentiert. Des Weiteren waren Paula Modersohn-Becker, Hanns Bolz, Otto Freundlich und Paul Klee zu sehen. Ferner gab es die Säle I bis IV, in denen eine kunstgewerbliche Ausstellung der „Gilde“ zu sehen war.

Bilder in der Ausstellung
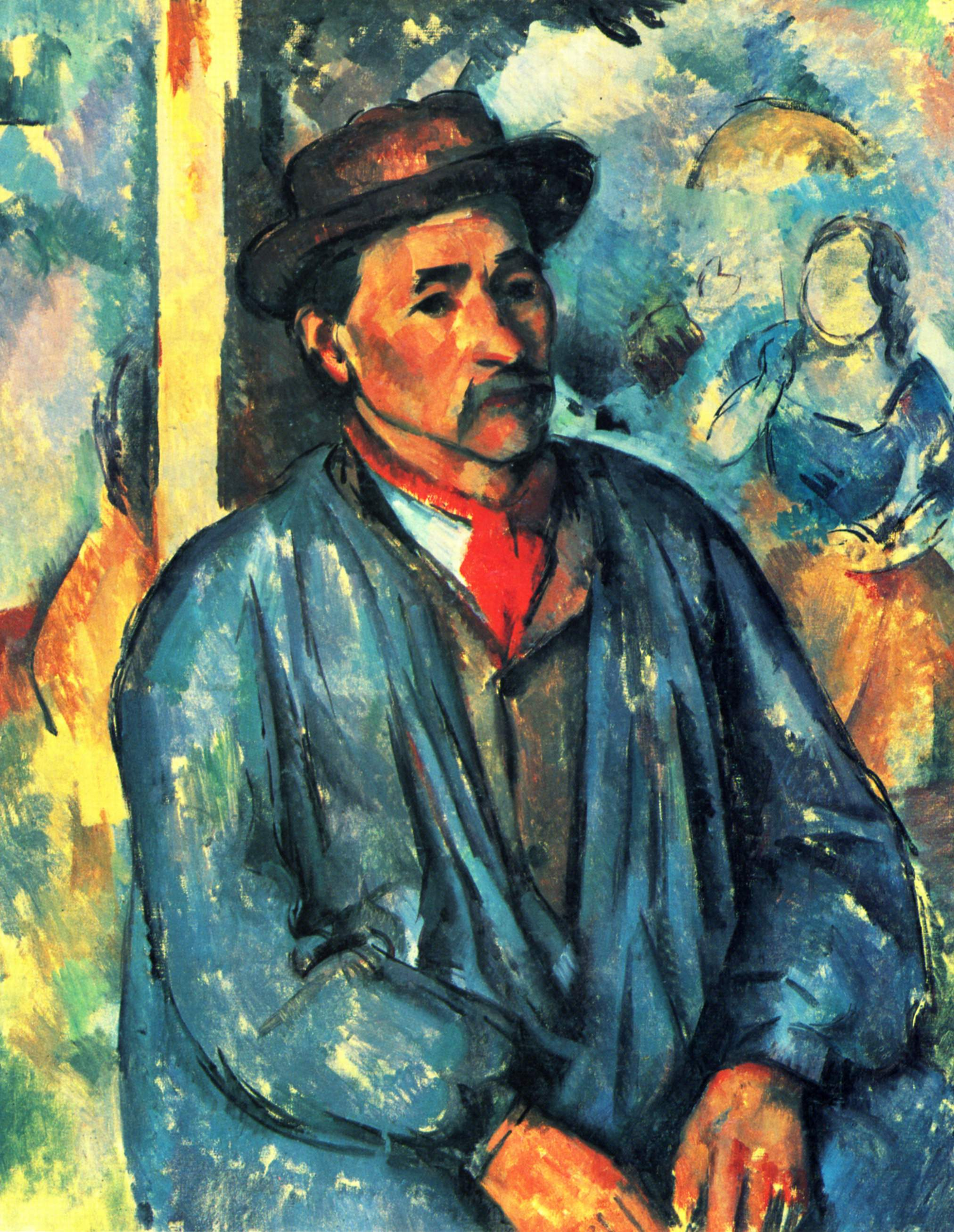
Paul Cézanne: Bauer im blauen Kittel (Paysan en blouse bleue), um 1897; im Katalog als Bauer mit rotem Halstuch, Nr. 146
Paul Cézanne: Stillleben mit Äpfeln, 1893–1894, Nr. 129
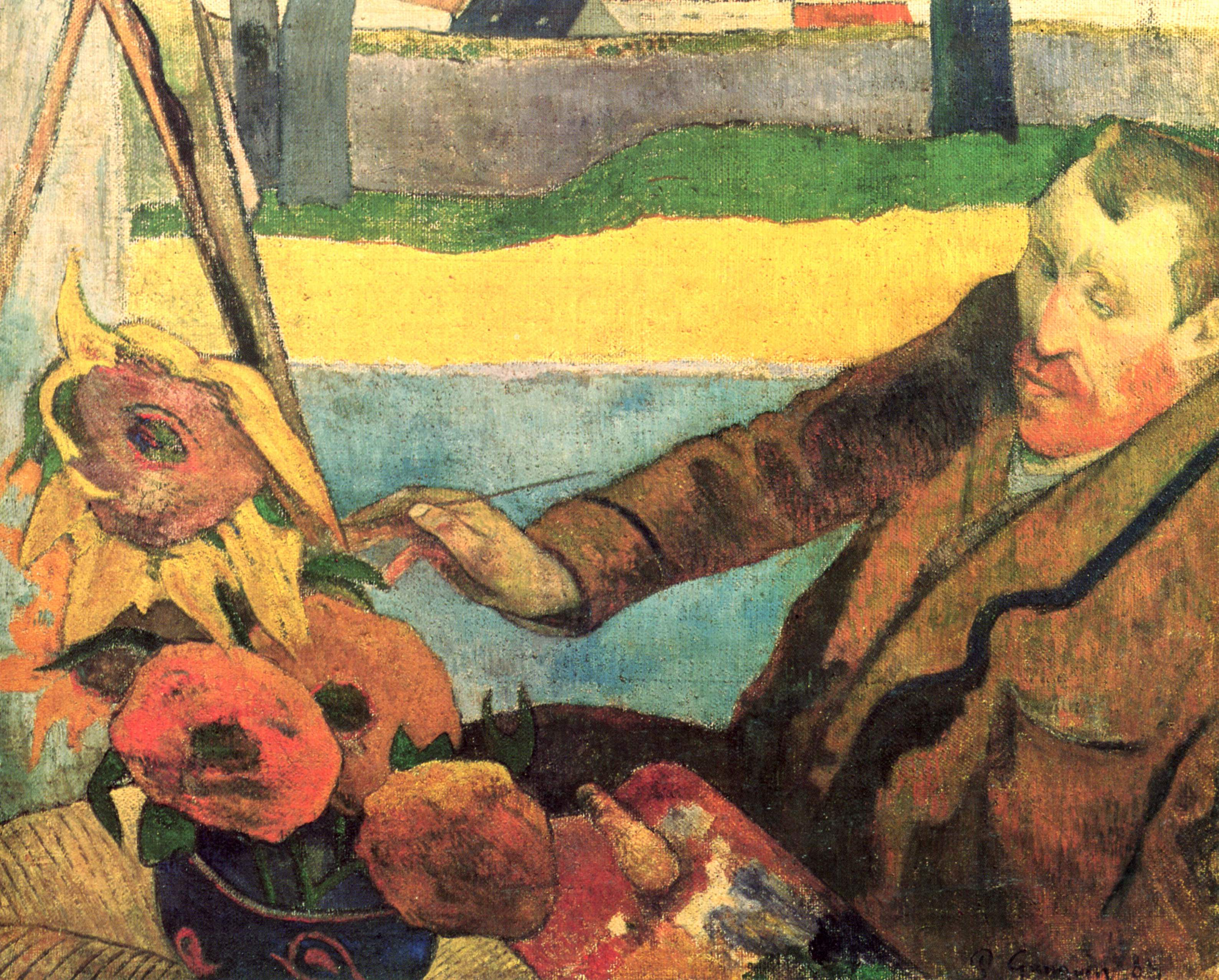
Paul Gauguin: Vincent van Gogh, Sonnenblumen malend, 1888, Nr. 154
Vincent van Gogh: Selbstporträt mit Palette, 1889, Nr. 86
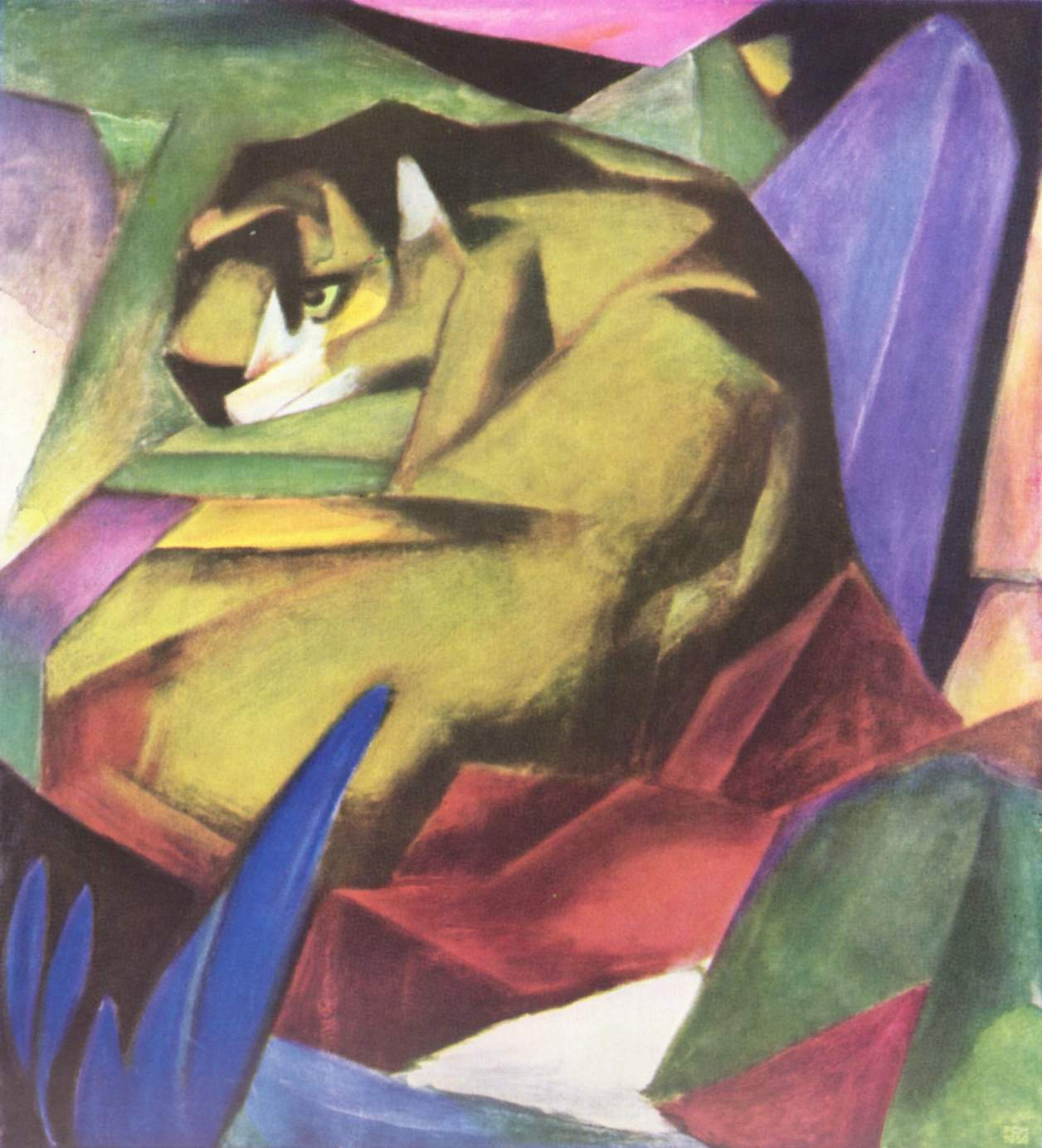
Franz Marc: Tiger, 1912, Nr. 450
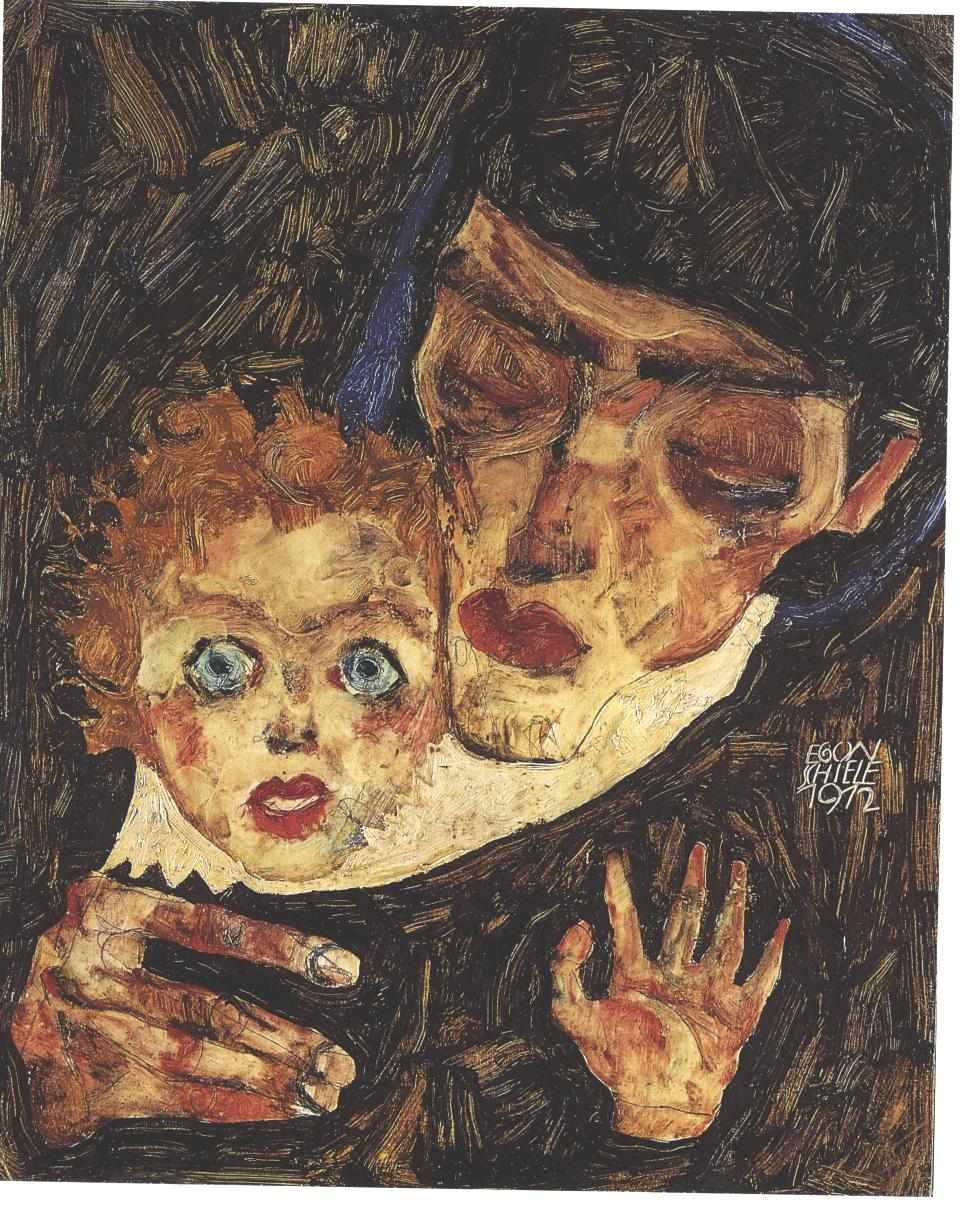
Egon Schiele: Mutter und Kind, 1912, Nr. 370

Die Ausstellung markierte den Abschied von den konzeptionslosen Sammelschauen des 19. Jahrhunderts, indem sie, international ausgerichtet, programmatisch und nichtkommerziell, einen neuen Ausstellungstypus begründete. In Anerkennung der modernen Malerei wurden die Exponate auf einer weißen Wand und mit zumeist einreihiger Hängung ausgestellt; diese Mittel verhalfen dem Eigenwert der Farbe und Form zu größerer Wirkung und beeinflussten nachfolgende Einrichtungen von Ausstellungen bis in die Gegenwart. Das Vorbild hierfür war eine geplante Ausstellung zeitgenössischer französischer Künstler wie Édouard Manet und Paul Cézanne im Jahr 1897 in der Nationalgalerie Berlin; der Gemäldekauf und die im Vorfeld neuartig angelegte Präsentation stammte von dessen Direktor Hugo von Tschudi. Sie wurde jedoch von Kaiser Wilhelm II. abgelehnt und nach alten Regeln ausgeführt; die akademische Malerei dominierte weiterhin, und die französischen Künstler erhielten nur einen abgelegenen Ausstellungsraum. Weitere Neuerungen in Köln waren unter anderem die Kurzführer zu den ausgestellten Werken je Raum, Straßentransparente und Erfrischungsräume. Dabei war die Präsentationsweise nicht ganz neu: Bereits die Eröffnung der Mathildenhöhe in Darmstadt 1901 folgte einem einprägsamen und einheitlichen Gesamtkonzept und auch James McNeill Whistler verfolgte bereits 20 Jahre früher komplexe Gestaltungsprinzipien. Besonders an der Sonderbundausstellung des Jahres 1912 war die Konsequenz, mit der eine „Corporate Identity“ der Ausstellung geschaffen worden war. Für die Gestaltung war Fritz Helmuth Ehmcke verantwortlich, der auch die Entscheidung für weiße Wände mit schwarzen Begrenzungslinien getroffen hatte.
Der Sonderbund löste sich am 31. Juli 1915 offiziell auf, nachdem es Querelen zwischen Künstlern und dem Vorstand zur Auswahl der Bilder durch eine Jury gegeben hatte. Der neue 1. Vorsitzende des Sonderbunds, der Maler August Deusser, blockierte nach der Ausstellung in Köln 1912 alle Aktivitäten des Bundes, sodass es keine weiteren Ausstellungen mehr gab.

## Bedeutung
Die Sonderbund-Ausstellung 1912 war die erste Zusammenfassung moderner Kunst in Europa und hatte nicht nur einen hohen Stellenwert für die Künstler, sondern ebenfalls für den Kunstmarkt, ein Effekt, der erst wieder 43 Jahre später mit der documenta 1 in Kassel vergleichbar werden sollte. Sie inspirierte die Planung der Armory Show 1913 in New York – die sich in Struktur, im Titel und unter anderem an der Typografie des Katalogs an ihr Vorbild anlehnte –, nachdem Arthur B. Davies, Präsident der „Association of American Painters and Sculptors“, den Katalog des Sonderbunds zu Gesicht bekommen hatte. Daraufhin schickte er einen Mitarbeiter, Walt Kuhn, nach Deutschland, der in Köln am letzten Tag der Ausstellung ankam. Ein knappes halbes Jahr später wurden bei dieser ersten amerikanischen Präsentation moderner europäischer Kunst in New York viele Exponate der Kölner Ausstellung gezeigt.
Im Jahr 1913 verhalf der Kunsthändler Herwarth Walden der Moderne in Deutschland zu einer weiteren Ausstellung, genannt Erster Deutscher Herbstsalon, in einem eigens angemieteten Gebäude in Berlin an der Potsdamer Straße. Unter den 366 ausgestellten Gemälden fanden neben dem Blauen Reiter, den Kubisten, Henri Rousseau und Robert Delaunay im Gegensatz zu Köln und New York die italienischen Futuristen Aufnahme. Die Ausstellungen von 1912 und 1913 zeigten die Gleichzeitigkeit unterschiedlicher, wenn nicht gegensätzlicher Tendenzen der Moderne auf. Die Mitglieder des Sonderbundes beeinflussten die Kultur ihrer Zeit in ihren verschiedenen Funktionen maßgeblich; ein Beispiel hierfür ist Edwin Redslob, der als Reichskunstwart die staatliche Kunst- und Kulturpolitik einschließlich der staatlichen Selbstdarstellung der Weimarer Republik wesentlich mitgestaltete.

## Rekonstruktion der Ausstellung von 1912

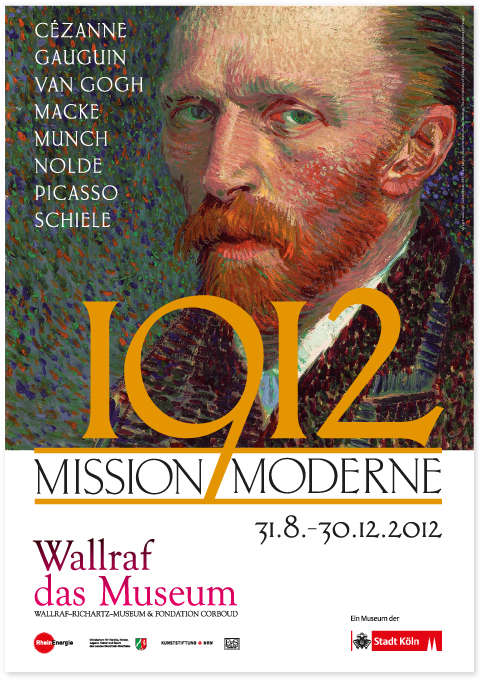
Ausstellungsplakat „1912 – Mission Moderne“, Wallraf-Richartz-Museum & Fondation Corboud, Köln

Unter dem Titel „1912 – Mission Moderne. Die Jahrhundertschau des Sonderbundes“ zeigte das Kölner Wallraf-Richartz-Museum vom 31. August bis zum 30. Dezember 2012 eine Rekonstruktion der Sonderbundausstellung aus dem Jahr 1912. Laut Informationen des Museums konnten 115 Exponate nach ihrem heutigen Verbleib recherchiert und als Leihgaben gewonnen werden. Die Retrospektive sollte der Schau von 1912 in ihren Schwerpunkten und Zielsetzungen folgen und im historischen Abstand von 100 Jahren den hohen Stellenwert der Ausstellung für die Kunstgeschichte der Moderne verdeutlichen.

Impressionen aus der Ausstellung
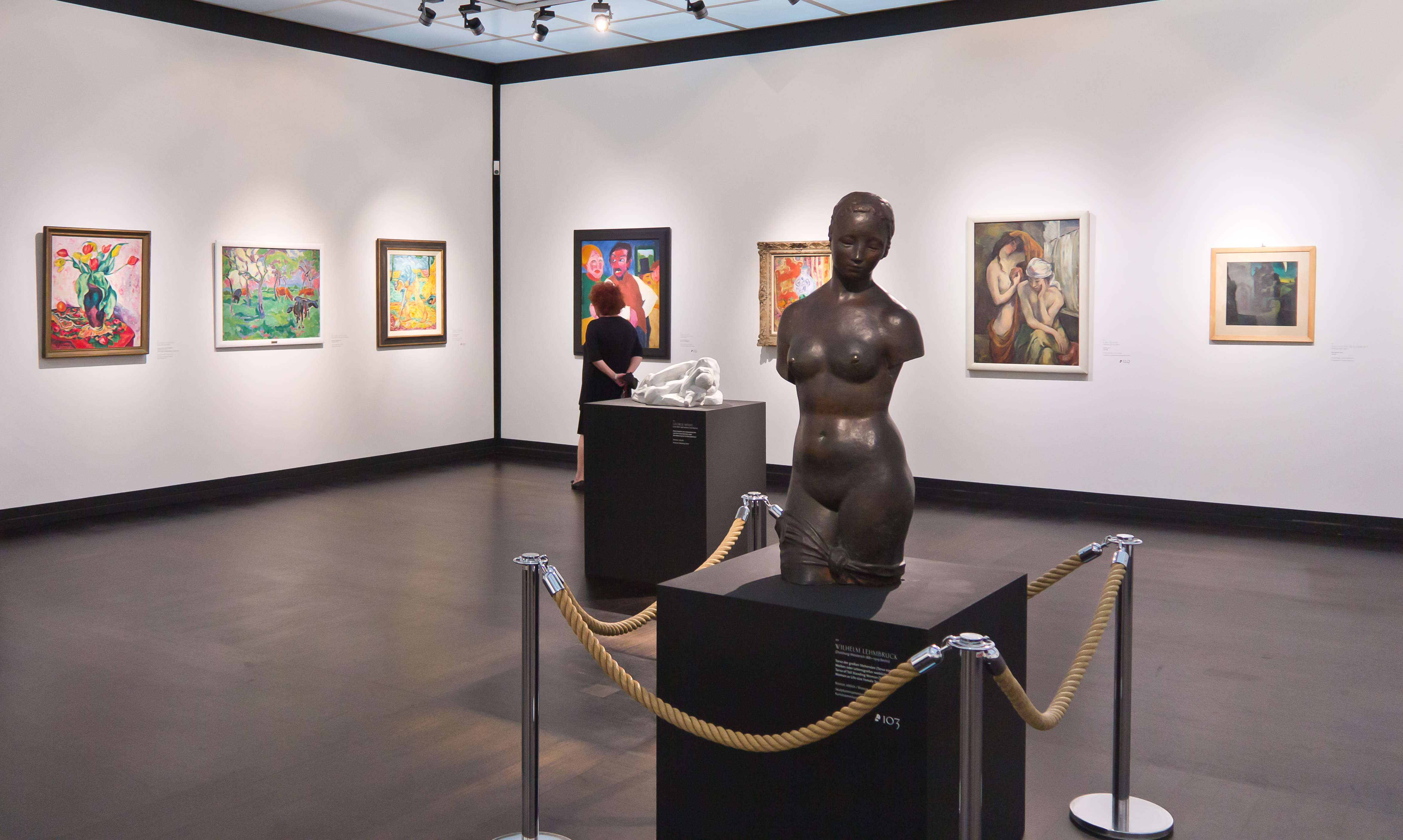
(Plastik): Georges Minne: Schlafender Mann, Marmor, und Wilhelm Lehmbruck: Lebensgroßer Torso, Bronze
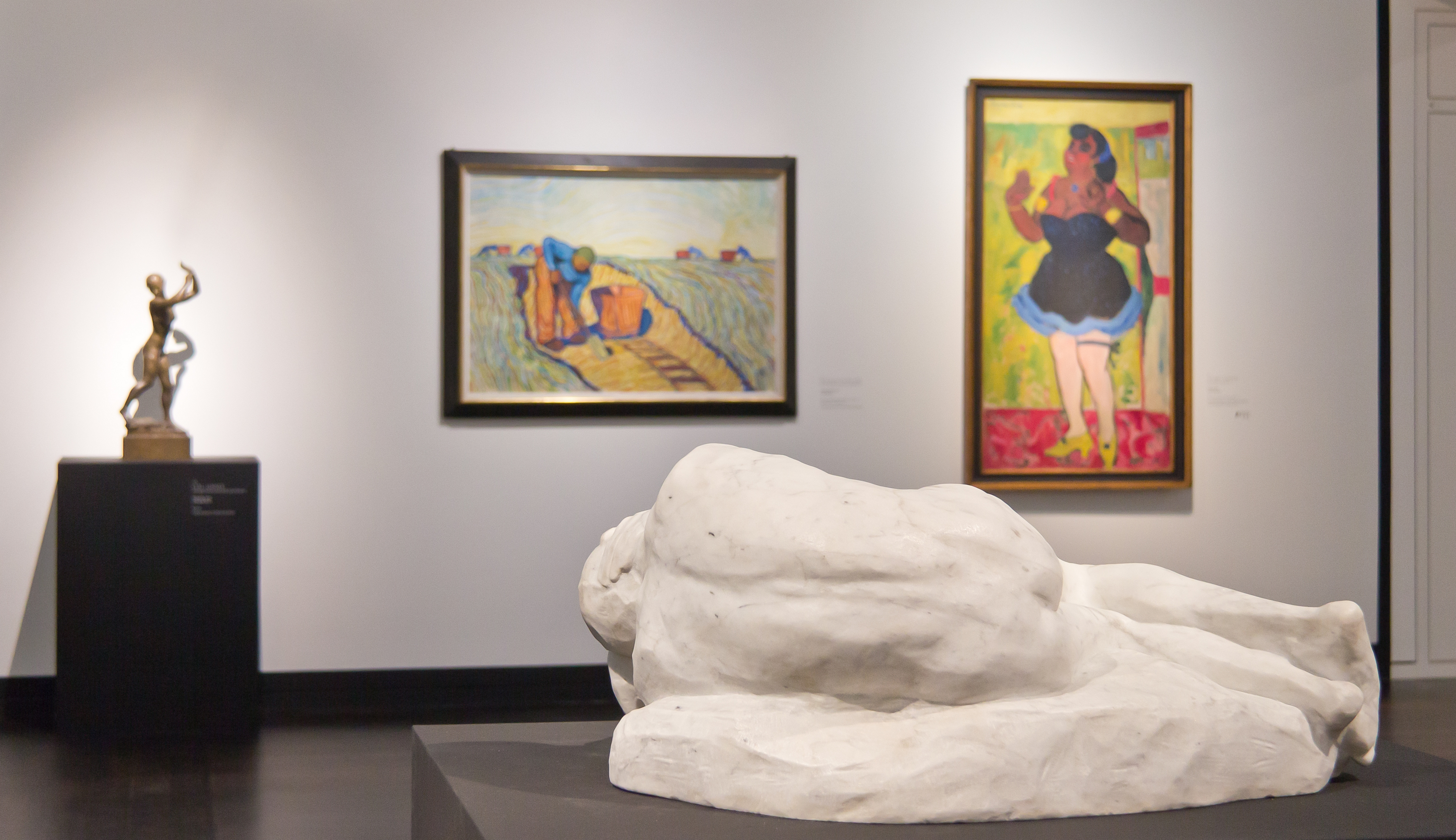
Gemälde links Wilhelm Morgner: Lehmarbeiter (1911), Museum Kunstpalast, Düsseldorf, rechts Georg Tappert: Kreolin (1911), Nationalgalerie (Berlin)
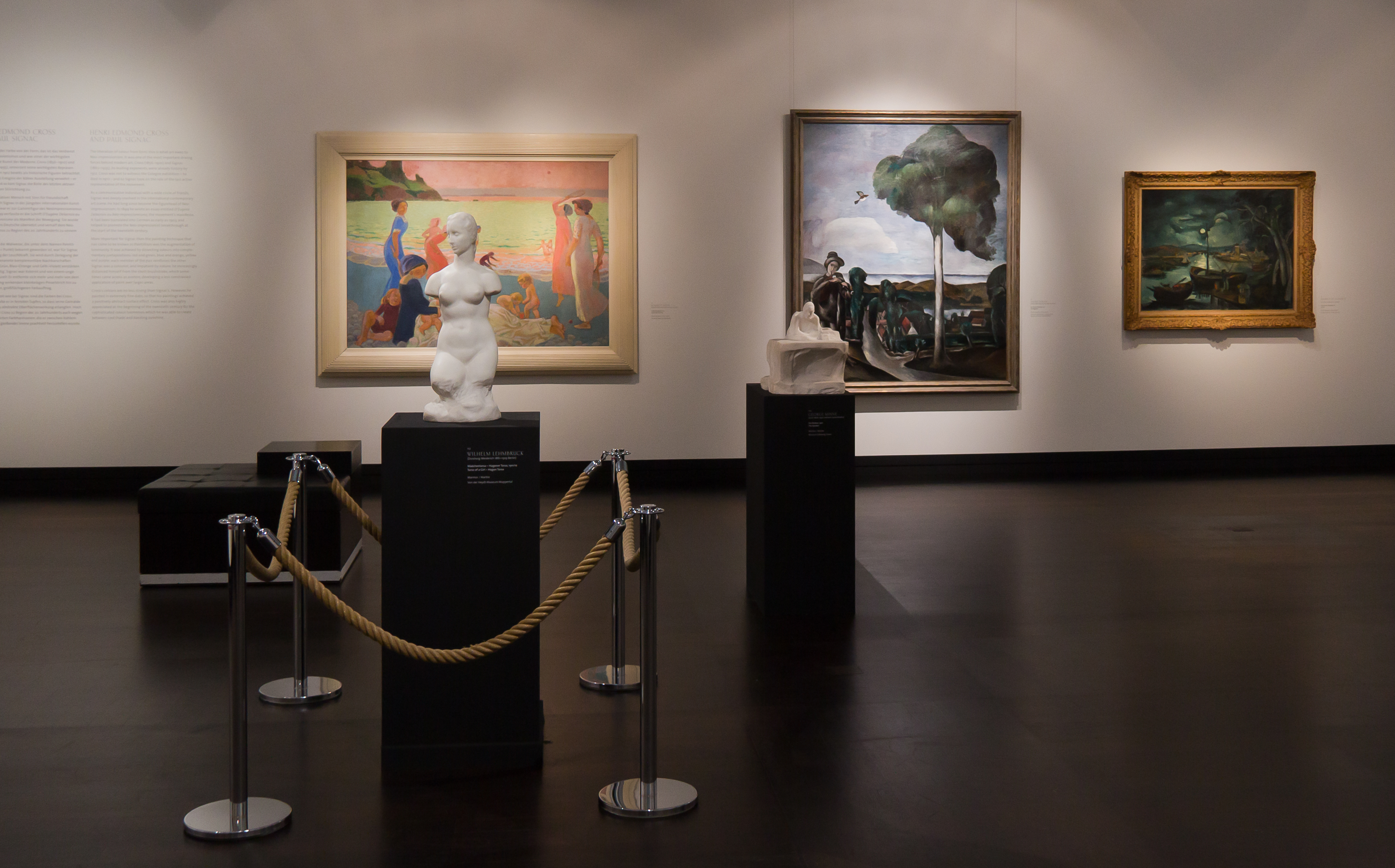
In der Mitte André Derain: Der Hirte
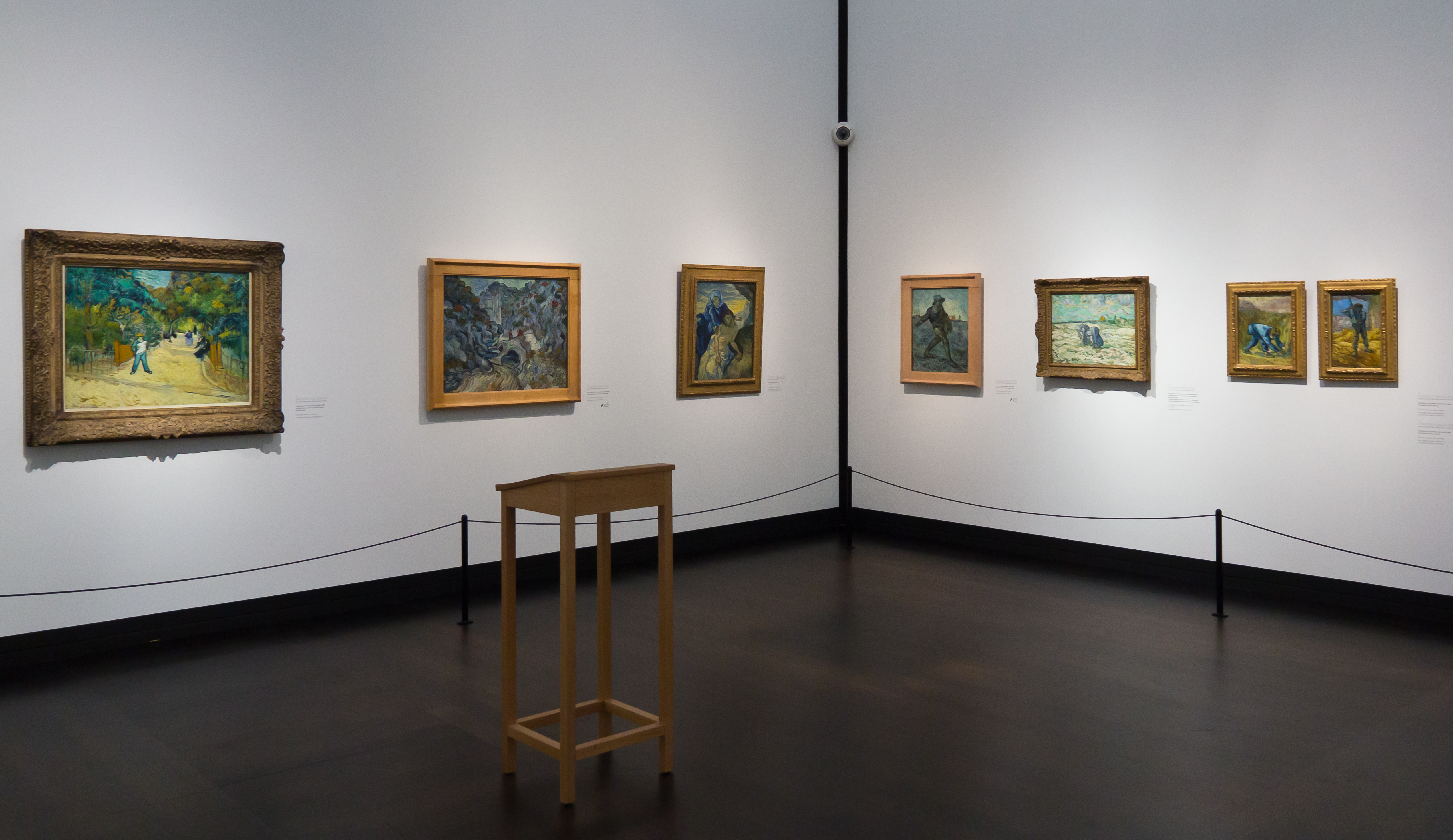
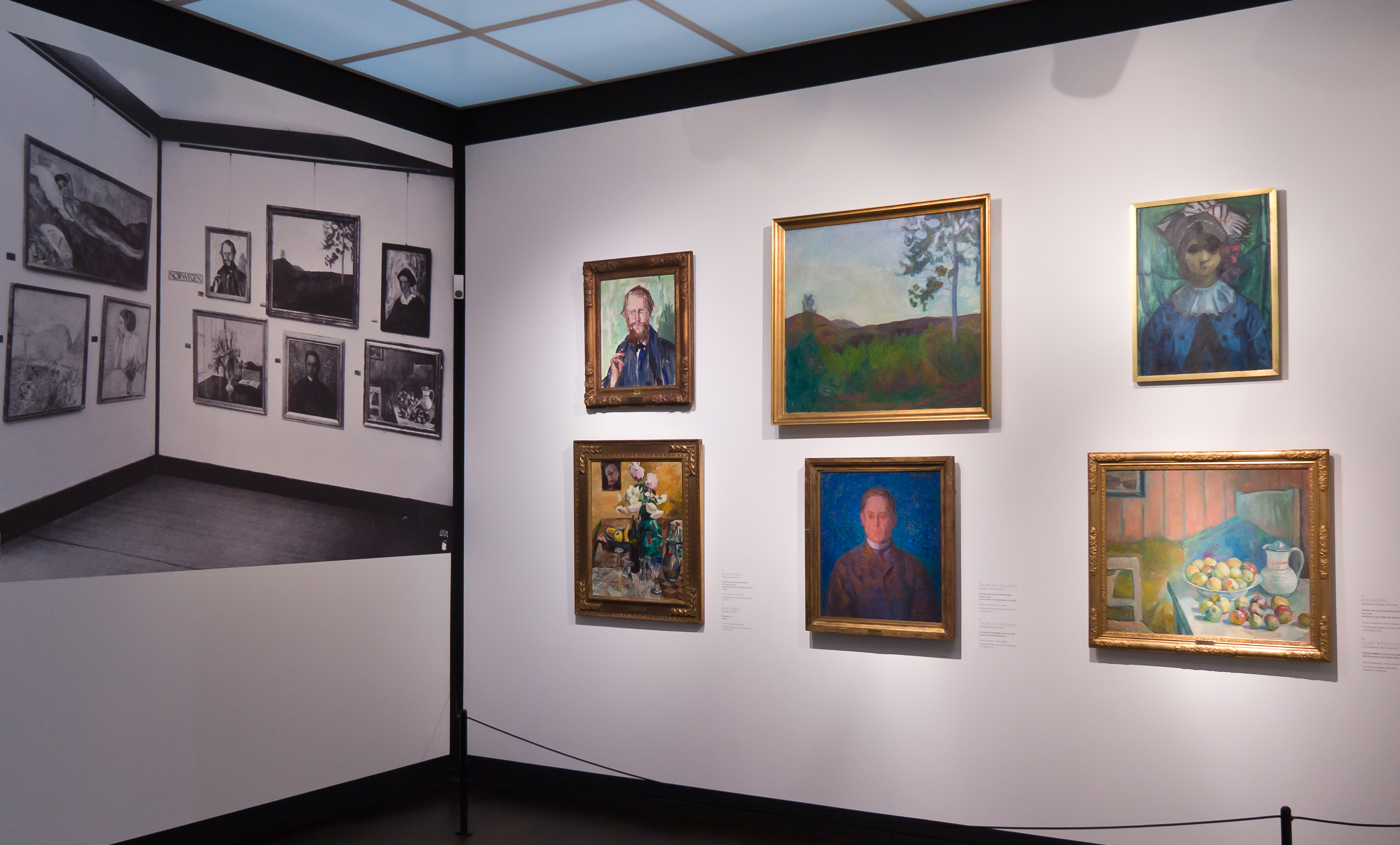
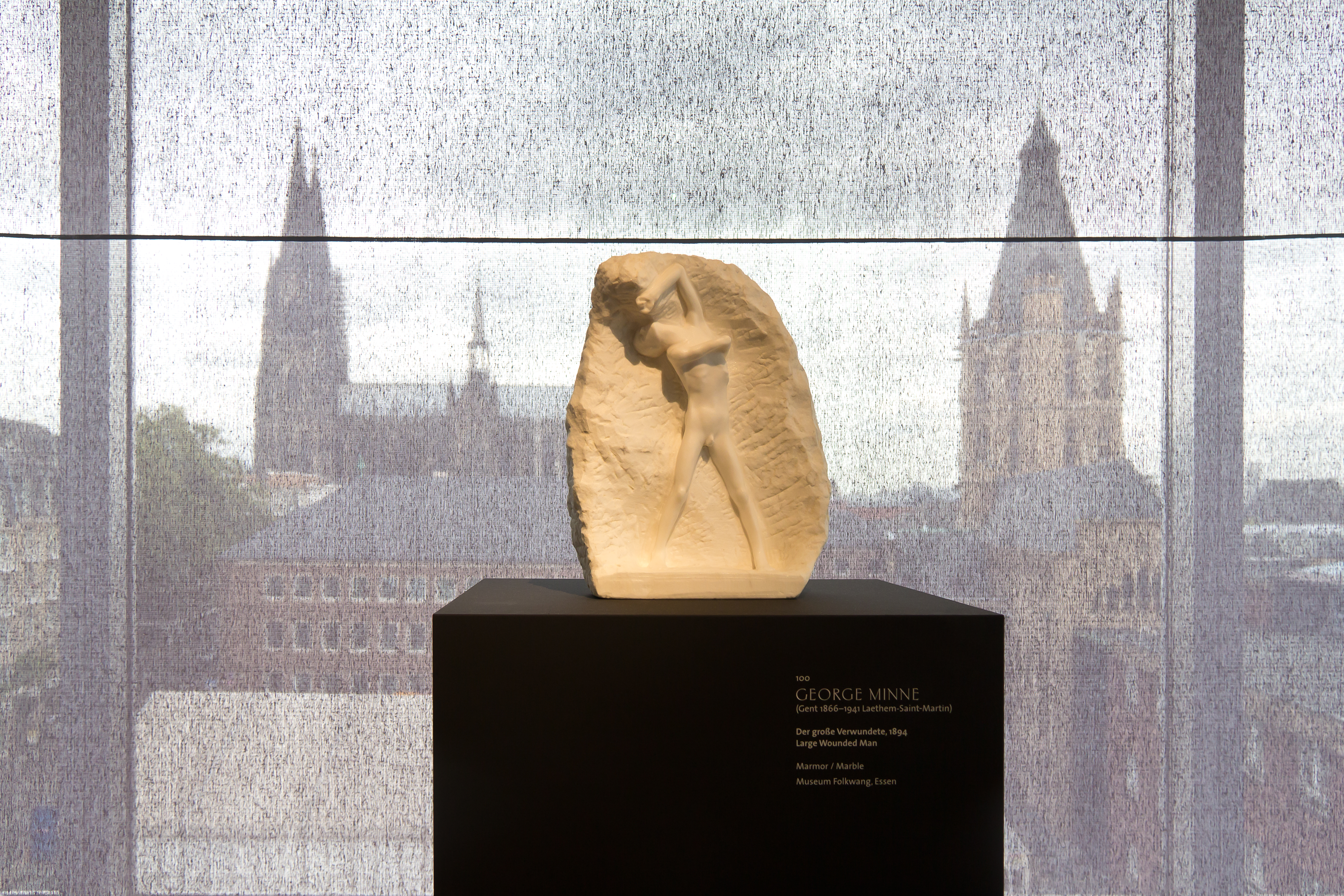
Georges Minne: Der große Verwundete (1894), Marmor, Museum Folkwang, Essen